# Asprógia
Asprógia, en grec moderne : Ασπρόγεια, auparavant appelé Strémbeno (Στρέμπενο), est un village du dème d'Amýnteo, district régional de Flórina, en Macédoine-Occidentale, Grèce.
Selon le recensement de 2011, la population du village compte 209 habitants.